# Hệ thống thích ứng phức tạp
Hệ thống thích ứng phức tạp là một hệ thống trong đó một sự hiểu biết hoàn hảo về các bộ phận riêng lẻ không tự động truyền đạt một sự hiểu biết hoàn hảo về toàn bộ hành vi của hệ thống. Trong các hệ thống thích ứng phức tạp, toàn bộ phức tạp hơn các bộ phận của nó, và phức tạp và có ý nghĩa hơn tổng hợp các bộ phận của nó. Nghiên cứu về các hệ thống thích ứng phức tạp, một tập hợp con của các hệ động lực phi tuyến, có tính liên ngành cao và pha trộn những hiểu biết sâu sắc từ khoa học tự nhiên và xã hội để phát triển các mô hình cấp độ hệ thống và hiểu biết cho phép các tác nhân không đồng nhất, chuyển pha và hành vi phát sinh.
Chúng phức tạp ở chỗ chúng là các mạng tương tác động và các mối quan hệ của chúng không phải là tập hợp của các thực thể tĩnh riêng lẻ, nghĩa là hành vi của đoàn thể không được dự đoán bởi hành vi của các thành phần. Chúng thích nghi ở chỗ hành vi cá nhân và tập thể đột biến và tự tổ chức tương ứng với sự kiện vi mô khởi xướng hoặc tập hợp các sự kiện. Các hệ thóng này là một "bộ sưu tập vĩ mô phức tạp" gồm các "cấu trúc vi mô tương tự và được kết nối một phần" được hình thành để thích ứng với môi trường thay đổi và tăng khả năng sống sót của chúng dưới dạng cấu trúc vĩ mô.    Phương pháp tiếp cận hệ thống thích ứng phức tạp xây dựng trên động lực nhân rộng.